# شاو مدیا
شاو مدیا (انگلیسی: Shaw Media) شرکت رسانه‌ای کانادایی است، که در سال ۱۹۷۴ تأسیس شد.